# Soulburner
Soulburner – drugi album melodic deathmetalowej grupy Gardenian. Wydawnictwo ukazało się 23 sierpnia 1999 roku nakładem wytwórni muzycznej Nuclear Blast.

## Lista utworów
Opracowano na podstawie materiału źródłowego.
1. "As A True King" (muz. Engelin, Kjell, sł. Kjell) - 3:21
2. "Powertool" (muz. Bloom, Kjell, Englein, sł. Kjell, Engelin) - 4:37
3. "Deserted" (muz. Engelin, Kjell, sł. Kjell) - 2:57
4. "Soulburner" (muz. Engelin, Kjell, sł. Kjell) - 4:08
5. "If Tomorrow's Gone" (muz. Engelin, Kjell, sł. Kjell) - 4:36
6. "Small Electric Space" (muz. Engelin, Kjell, sł. Kjell) - 5:24
7. "Chaos In Flesh" (muz. Engelin, Kjell, sł. Kjell) - 4:08
8. "Ecstasy Of Life" (muz. Engelin, Kjell, sł. Kjell) - 3:42
9. "Tell The World I'm Sorry" (muz. Engelin, Kjell, sł. Engelin) - 5:43
10. "Loss" (muz. Friedrikson, Engelin, Kjel, sł. Kjell) - 2:12
11. "Black Days" (muz. Engelin, Kjell, sł. Kjell) - 6:25

## Twórcy
Opracowano na podstawie materiału źródłowego.
- Jim Kjell - gitara, śpiew
- Niklas Engelin – gitara, chórki
- Robert Hakemo – gitara basowa, chórki
- Thim Blom – perkusja
- Sabrina Kihlstrand - gościnnie śpiew
- Eric Hawk - gościnnie czysty śpiew
- Thomas Fredriksson - gościnnie instrumenty klawiszowe